# Pierre-Paul Dubuisson
Pierre-Paul Dubuisson est un relieur français mort vers 1762. Actif de 1746 environ jusqu'à sa mort, il est nommé relieur du roi le 12 octobre 1758, à la suite d'Antoine-Michel Padeloup.

## Biographie
Il devient maître relieur en 1746 et se spécialise dans les reliures d'almanachs décorées à la plaque. Son atelier réalise aussi des dorures pour d'autres confrères relieurs.
Héraldiste reconnu, Dubuisson écrit également l'ouvrage Armorial des principales maisons et familles du Royaume en 1757.